# Per Federspiel

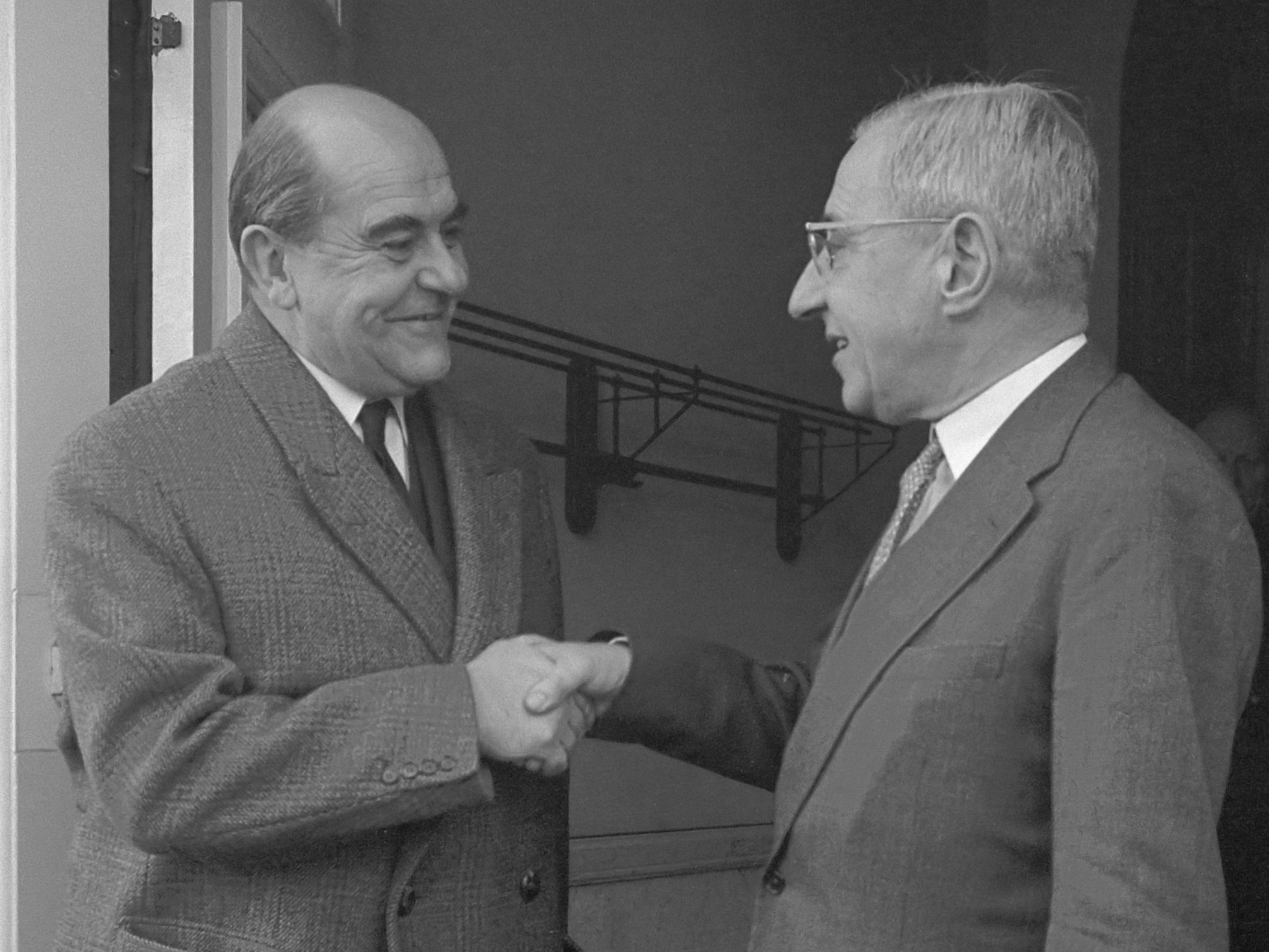
Per Federspiel (l.) und Jan de Quay (1961)

Torben Per Federspiel (* 9. April 1905; † 27. November 1994) war ein dänischer Politiker in der liberalen Partei Venstre. Von 1960 bis 1963 war er Präsident der Parlamentarischen Versammlung des Europarates.

## Leben
Per Federspiel war der Sohn von Rechtsanwalt Holger Federspiel (1868–1934) und Asta Nutzhorn (1880–1951). 1931 machte er seinen Abschluss in Jura an der Universität Kopenhagen. 1937 wurde er Anwalt des Østre Landsret (Östliches Landgericht). Arbeiten für die Kanzlei von Max Rothenborg brachten ihn in Kontakt mit jüdischen Kunden und gaben ihm einen Einblick in die Lage der Juden in Hitler-Deutschland.
Während der deutschen Besatzung war er verantwortlich für die Organisation der Finanzierung eines großen Teils der dänischen Widerstandsbewegung. Er wurde von der Gestapo im Oktober 1943 verhaftet und nach gelungener Flucht im April 1944 abermals verhaftet. Das folgende Jahr saß er im Vestre Gefängnis, im Horserød Lager und im Frøslev Lager. Nach dem Krieg wurde er der erste Präsident einer Wohltätigkeitsorganisation für die Familien der Mitglieder des Widerstands.
Er war Minister für besondere Aufgaben im Kabinett von Knud Kristensen in der Zeit von 1945 bis 1947, anschließend Mitglied des Folketing (erste Kammer des Parlaments) von 1947 bis 1950 und erneut von 1957 bis 1973. Von 1951 bis 1953 war er Mitglied des Landsting (Zweite Kammer). Von 1960 bis 1963 war er der einzige dänische Vorsitzende der Parlamentarischen Versammlung des Europarates.

## Auszeichnungen
- 1976: Großes Goldenes Ehrenzeichen mit dem Stern für Verdienste um die Republik Österreich[1]